# Astragalus kentrophyllus
Astragalus kentrophyllus es una especie de planta del género Astragalus, de la familia de las leguminosas, orden Fabales.

## Distribución
Astragalus kentrophyllus se distribuye por Irán.

## Taxonomía
Fue descrita científicamente por D. Podlech. Fue publicada en Sendtnera 6: 156 (1999).